# Simien Nemzeti Park

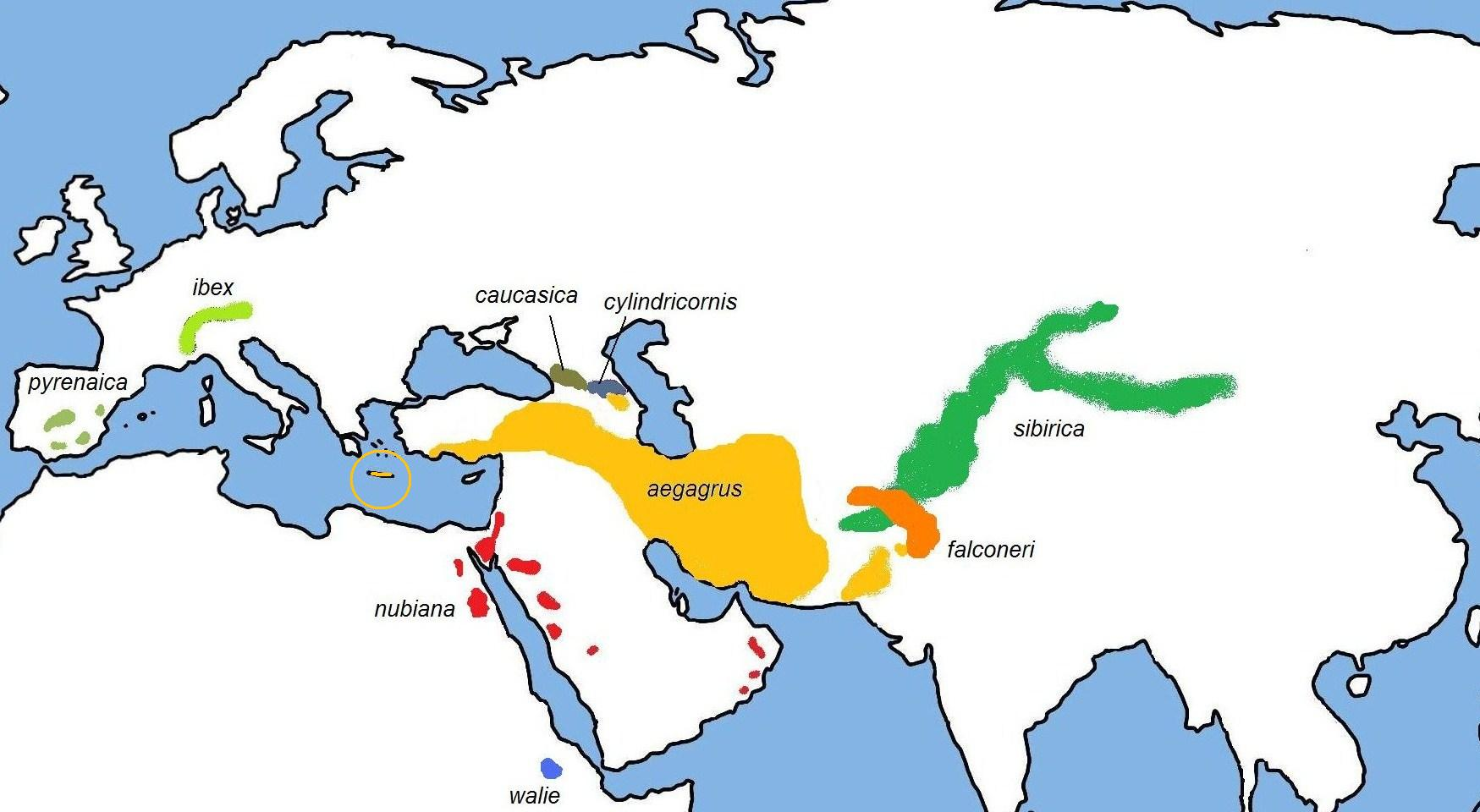
Vadkecske fajok elterjedési területei

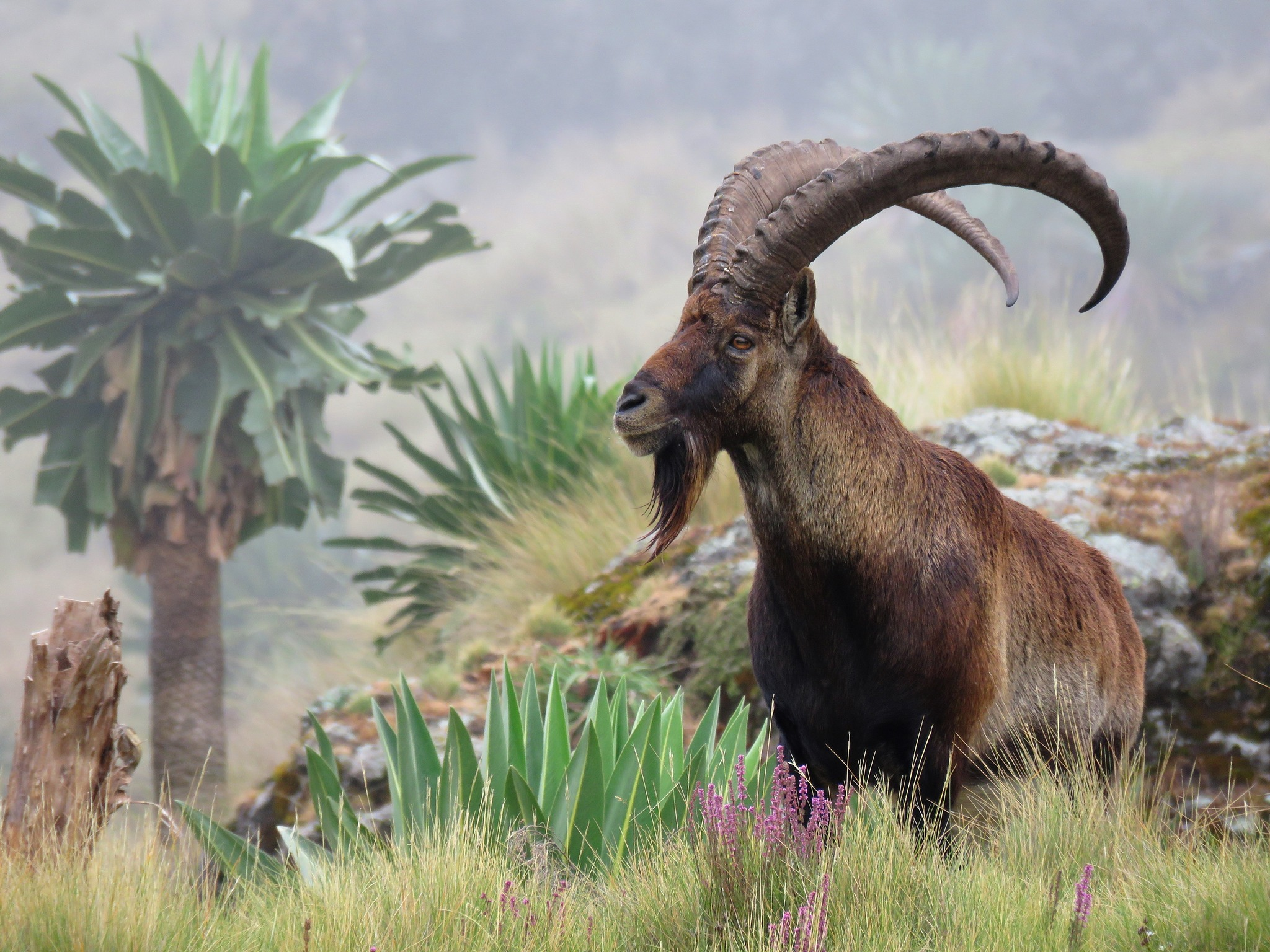
Abesszin kőszáli kecske (Capra walie) a paramo-növényzetben

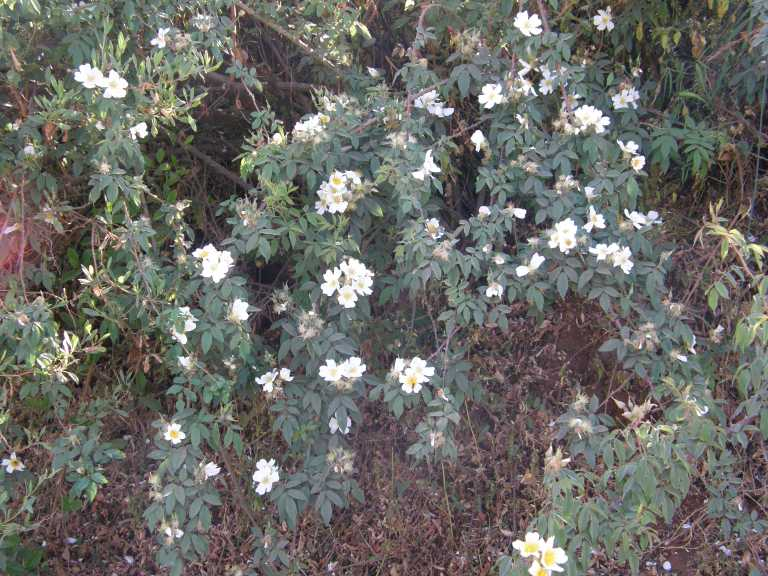
Abesszin vadrózsa (Rosa abyssinica)

Az 1969-ben alapított Simien Nemzeti Park Etiópia egyik nemzeti parkja, területe 220 km². Az ország északnyugati részén, a Gondart és Akszúmot összekötő főúttól keletre, Amhara szövetségi állam területén található park magába foglalja a Simien-hegységet, ami az Etióp-magasföld része; itt található a 4620 méteres Rász-Dasen hegy, az ország legmagasabb pontja, a kontinens negyedik legmagasabb csúcsa. Legalacsonyabb pontja 1900 m. A Bwahit-csúcs (4430 m) magas. További csúcsok: Talo (4413 m), Guma Terara (4231 m) és Guge (4203 m).
Az évezredek során az erózió a világ egyik leglátványosabb vidékét hozta itt létre, az UNESCO 1978-ban a világörökséghez sorolta a Simien Nemzeti Parkot. 1996-ban felkerült a veszélyeztetett világörökségi helyszínek listájára.

## Földtani felépítése, természeti földrajza
A vulkáni eredetű hegység csúcsai között az 1500 m mélységet is elérő szurdokvölgyek alakultak ki. A hegység oldalai meredeken zuhannak alá a füves puszták és széles folyóvölgyek felé. A leggyakoribb kőzetek a bazalt és annak tufája, valamint a trachit. A fiatal vulkanitok alatt ősi gránitmasszívum települ. A kihűlés során a bazalt Hat-, illetve ötszögű oszlopokra tagolódott; ezek az oszlopok főleg a hegység meredeken letörő peremén igen látványosak.
A közelben húzódó Nagy-hasadékvölgy miatti aktív tektonikai mozgások részekre (teraszokra) szabdalták az egykori tönkfelszínt; az egyes teraszok szintkülönbsége nem ritkán több száz méter.
A park három nagyobb egységre osztható: a mezőgazdasági művelésre és legeltetésre alkalmas alacsonyabban fekvő lankákra, az erdős alpesi térségre és a magashegyi füves területekre.

## Élővilága
Számos ritka fajnak ad otthont, ilyen
- az etióp farkas (más néven Simien-róka, abesszíniai róka, más néven kaber, etióp sakál vagy abesszin róka; Canis simensis)
- a dzseládapávián (barna pávián), amely könnyen felismerhető a mellén kirajzolódó vörös háromszögről,
- az abesszin kőszáli kecske (Capra walie),
- a szassza (sziklaugró antilop, illetve törpeantilop; Oreotragus oreotragus)
- a hegyi nyala {Buxton-hegyiantilop; Tragelaphus buxtoni).

Egyéb jellegzetes emlősállatok a parkban a galléros pávián, a zászlósfarkú kolobusz, a leopárd, a karakál, a szervál, az afroázsiai vadmacska, a fokföldi szirtiborz és a pusztai bóbitásantilop.
Itt fészkel több mint 50 madárfaj, köztük:
- a szakállas saskeselyű (Gypaetus barbatus)
- a karvalykeselyű (Gyps rueppellii)
- a szavannasas (Aquila rapax)
- a kaffersas (Aquila verreauxii)
- a lebenyes íbisz (Bostrychia carunculata)
- a hegyi törpepapagáj (Agapornis taranta)
- a vastagcsőrű holló (Corvus crassirostris)
- a fehérgyűrűs galamb (Columba albitorques)
- az aranynyakú sarkantyúspityer (Macronyx flavicollis)

A növényvilágnak is több ritka faja található itt a csenkeszek, a hangafélék, a liliomfélék és a lobéliák közül. Továbbá:
- óriás lobéliák (Lobelia spp.);
- abesszin vadrózsa (Rosa abyssinica), Afrika egyetlen vadon élő rózsafaja;

A parkot elsősorban a núbiai kőszáli kecske (Capra nubiana) alfajának tekinthető abesszin kőszáli kecske (mintegy 900 egyed) megőrzésére hozták létre; ezek a vadkecskék ugyanis másutt nem találhatók meg.

## Éghajlata
A trópusokon megszokott módon a napi hőingás nagyobb az évesnél. Bár nincs messze az Egyenlítőtől, magasabb pontjain nem ritka a hó és a jég; éjszakánként gyakran csökken fagypont alá a hőmérséklet.

## Gazdasági élete
A népsűrűség csekély; az egyes falvacskák alig pár házat számlálnak. A helybéliek alapvetően önellátó mezőgazdasággal foglalkoznak és nagy szegénységben élnek. A hegyoldalakat még 4000 m magasan is művelik, följebb már csak legeltetnek. Az ország gazdaságába bekapcsolódásukat főleg az utak hiánya akadályozza; a hegységen egyetlen, rossz burkolatú út kanyarog végig.

## Látogatása
A park központja Debarkban van; a túraengedélyekért fizetni kell. Kötelező megfizetni egy gépfegyveres vezetőt és ajánlott és szamaras teherhordó. A hegységben több látványos trekking útvonalat jelöltek ki. A nagyobb hegycsúcsokra többnapos gyalogtúra vezet; az útmenti szálláshelyek rendkívül elhanyagoltak, de a helybéli ételeket (többnyire lepényféléket) autentikus módon készítik el.
A szervezett túrák gondoskodnak az engedélyekről és felszerelésekről, de a független túrázást nem túl bonyolult megszervezni.A Ras Dashanra vezető csúcsmászás Ambiko faluból (3170 m) indul, és az 1550 m szintet egy 10 km hosszú úton kell megtenni.